# Pulitzer-Preis 2016
Der Pulitzer-Preis 2016 war die 100. Verleihung des wichtigsten US-amerikanischen Literaturpreises, die Bekanntgabe der Gewinner für das abgelaufene Kalenderjahr 2015 fand am 18. April 2016 statt. Es wurden Preise in 21 Kategorien des Journalismus, der Literatur, Theater und Musik vergeben.

## Kategorien und Preisträger
| Kategorie                      | Category                     | Preisträger |
| Journalismus                   | Journalism                   | Journalism |
| ------------------------------ | ---------------------------- | --- |
| Dienst an der Öffentlichkeit   | Public Service               | Associated Press |
| Aktuelle Berichterstattung     | Breaking News Reporting      | Mitarbeiter der Los Angeles Times |
| Investigativer Journalismus    | Investigative Reporting      | Leonora LaPeter Anton, Tampa Bay Times Anthony Cormier, Tampa Bay Times Michael Braga, Sarasota Herald-Tribune                                                 |
| Hintergrundberichterstattung   | Explanatory Reporting        | T. Christian Miller, ProPublica und Ken Armstrong, The Marshall Project; beide für An Unbelievable Story of Rape                                               |
| Lokale Berichterstattung       | Local Reporting              | Michael LaForgia, Tampa Bay Times Cara Fitzpatrick, Tampa Bay Times Lisa Gartner, Tampa Bay Times                                                              |
| Berichterstattung im Inland    | National Reporting           | Mitarbeiter der Washington Post |
| Auslandsberichterstattung      | International Reporting      | Alissa J. Rubin, The New York Times |
| Feature Writing                | Feature Writing              | Kathryn Schulz, The New Yorker |
| Kommentar                      | Commentary                   | Farah Stockman, The Boston Globe |
| Kritik                         | Criticism                    | Emily Nussbaum, The New Yorker |
| Leitartikel                    | Editorial Writing            | John Hackworth, Sun Newspapers (Charlotte Harbor, Florida) Brian Gleason, Sun Newspapers (Charlotte Harbor, Florida)                                           |
| Karikatur                      | Editorial Cartooning         | Jack Ohman, The Sacramento Bee |
| Aktuelle Fotoberichterstattung | Breaking News Photography    | Mauricio Lima, The New York Times Sergey Ponomarev, The New York Times Tyler Hicks, The New York Times Daniel Etter, The New York Times Fotografen von Reuters |
| Feature-Fotoberichterstattung  | Feature Photography          | Jessica Rinaldi, The Boston Globe |
| Literatur, Theater und Musik   | Letters, Drama & Music       | Letters, Drama & Music |
| Belletristik                   | Fiction                      | Viet Thanh Nguyen mit The Sympathizer bei Grove Press |
| Theater                        | Drama                        | Lin-Manuel Miranda mit Hamilton |
| Geschichte                     | History                      | T. J. Stiles mit Custer’s Trials: A Life on the Frontier of a New America bei Alfred A. Knopf, Inc.                                                            |
| Biographie oder Autobiographie | Biography or Autobiography   | William Finnegan mit Barbarian Days: A Surfing Life bei Penguin Press                                                                                          |
| Dichtung                       | Poetry                       | Peter Balakian mit Ozone Journal bei University of Chicago Press                                                                                               |
| Sachbuch                       | General Nonfiction           | Joby Warrick mit Black Flags: The Rise of ISIS bei Doubleday                                                                                                   |
| Musik                          | Music                        | Henry Threadgill mit In for a Penny, In for a Pound bei Pi Recordings                                                                                          |
| Besondere Erwähnungen          | Special Citations            | Special Citations |
| Sonderpreis                    | Special Awards and Citations | nicht vergeben |